# Ordre de bataille lors de la bataille de Fontenoy

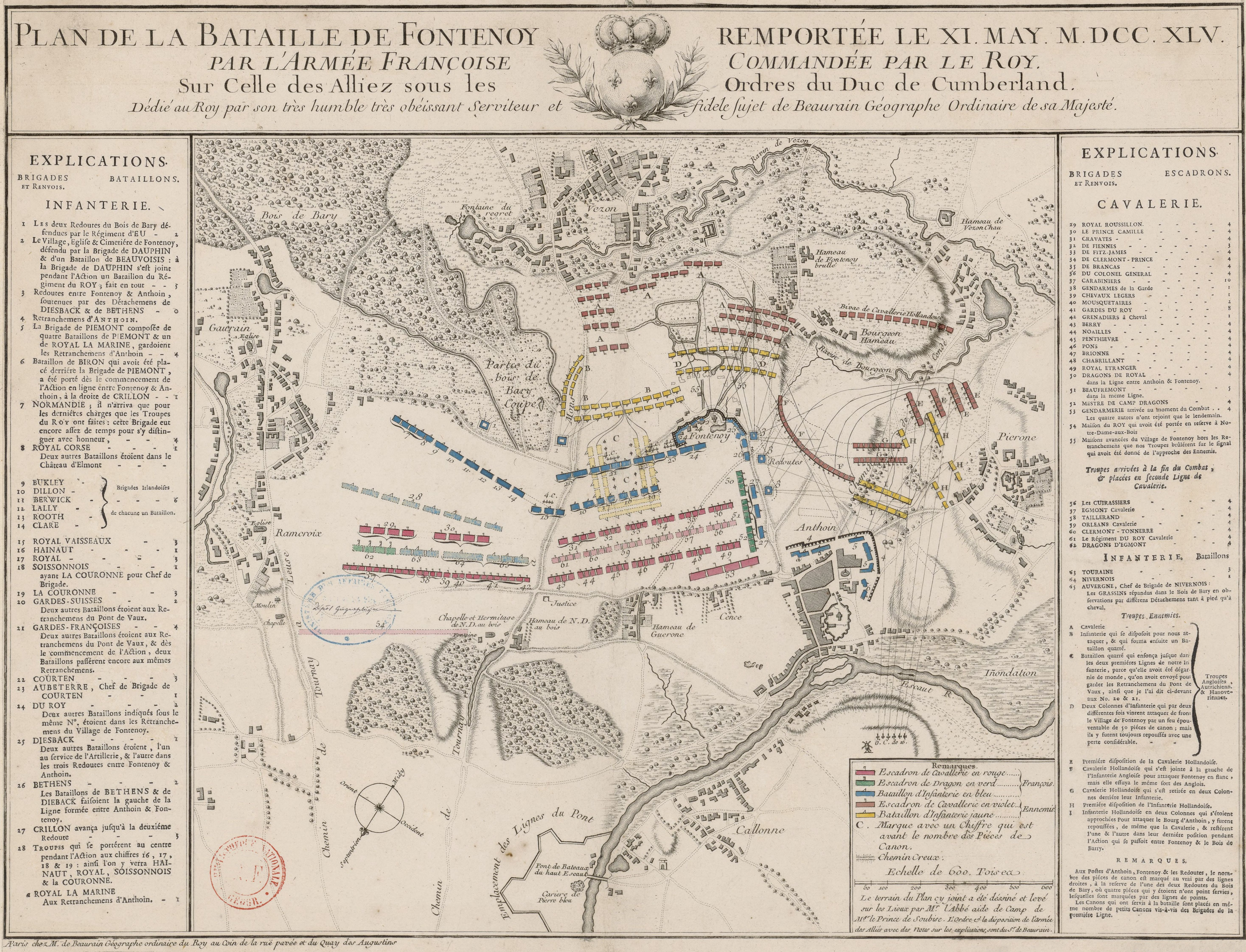
Plan de la bataille de Fontenoy remportée le 11 mai 1745.

Ce qui suit est l'ordre de bataille des forces militaires en présence lors de la bataille de Fontenoy, qui eut lieu le 11 mai 1745 pendant la guerre de Succession d'Autriche.

## Royaume de France
| Infanterie - Régiment d'Angoumois (1 bataillon) - Régiment d'Aubeterre (3 bataillons) - Régiment d'Auvergne (1 bataillon) - Régiment de Beauvoisis (1 bataillon) - Régiment de Berwick (1 bataillon) - Régiment de Bettens (2 bataillons) - Régiment de Biron (1 bataillon) - Régiment de Bulkeley (1 bataillon) - Régiment de Clare (1 bataillon) - Régiment de La Couronne (3 bataillons) - Régiment de Courten (3 bataillons) - Régiment de Crillon (3 bataillons) - Régiment du Dauphin (4 bataillons) - Régiment de Diesbach (1 bataillon) - Régiment de Dillon (1 bataillon) - Régiment d’Eu (2 bataillons) - Régiment des Gardes françaises (4 bataillons) - Régiment des Gardes suisses (2 bataillons) - Régiment de Hainault (1 bataillon) - Régiment de Lally-Tollendahl (1 bataillon) - Régiment de La Marine (2 bataillons) - Régiment de Nivernois (1 bataillon) - Régiment de Normandie (4 bataillons) - Régiment de Piémont (2 bataillons) - Régiment du Roi (3 bataillons) - Régiment de Rooth (1 bataillon) - Régiment Royal (3 bataillons) - Régiment Royal-Corse - Régiment Royal des Vaisseaux (3 bataillons) - Régiment de Soissonnais (1 bataillon) - Régiment de Touraine (3 bataillons) - Régiment de Traisnel - Arquebusiers de Grassin (1 200 arquebusiers) | Cavalerie - Régiment de Beauffremont (4 escadrons) - Régiment de Beausobre hussards - Régiment de Berry cavalerie (4 escadrons) - Régiment de Brancas cavalerie (4 escadrons) - Régiment de Brionne cavalerie (4 escadrons) - Régiment Royal de carabiniers (10 escadrons) - Régiment de Chabrillan cavalerie (4 escadrons) - Régiment de Clermont cavalerie (4 escadrons) - Régiment de cavalerie de Clermont-Tonnerre (4 escadrons) - Régiment Colonel-Général cavalerie (4 escadrons) - Régiment des Cuirassiers du Roi (4 escadrons) - Régiment d’Egmont cavalerie (4 escadrons) - Régiment de Fiennes cavalerie (3 escadrons) - Régiment de Fitz-James cavalerie (4 escadrons) - Chevau-légers de la Garde (1 escadrons) - Garde du corps du Roi (8 escadrons) - Gendarmes de la Garde (4 escadrons) - Grenadiers à cheval de la Garde (1 escadron) - Mousquetaires de la Garde (2 escadrons) - Régiment de gendarmes à cheval (4 escadrons) - Régiment Mestre de Camp Général cavalerie (4 escadrons) - Régiment de Noailles cavalerie (4 escadrons) - Régiment d’Orléans cavalerie (4 escadrons) - Régiment de Penthièvre cavalerie (4 escadrons) - Régiment de Pons cavalerie (4 escadrons) - Régiment de cavalerie Prince Camille de Lorraine (4 escadrons) - Régiment du Roi cavalerie (4 escadrons) - Régiment des Dragons du Roi (4 escadrons) - Régiment Royal-Cravates cavalerie (4 escadrons) - Régiment Royal-Étranger cavalerie (4 escadrons) - Régiment Royal-Roussillon cavalerie (4 escadrons) - Régiment de Talleyrand cavalerie (4 escadrons) | Artillerie - Régiment Royal Artillerie (3 bataillons) 60 pièces d’artillerie - Bataillon d'artillerie Fontenay - Bataillon d'artillerie Rumbecque - Bataillon d'artillerie Richecourt |

## Forces Alliées:Royaume de Grande-Bretagne,Provinces-Unies,Électorat de Brunswick-Lunebourg(Hanovre),Archiduché d'Autriche
Provinces-Unies
| Infanterie - Régiment d’infanterie Aylva - Régiment d’infanterie Bentinck - Régiment d’infanterie Bronckhorst - Régiment d’infanterie Broeckhuysen - Régiment d’infanterie Buddenbroeck - Régiment Constant-Suisse - Régiment d’infanterie Cronström - Régiment des Gardes à pied - Régiment d’infanterie Oranje – Groeningen - Régiment d’infanterie Oranje – Vriesland - Régiment d’infanterie Salis-Suisse - Régiment d’infanterie la Lippe - Régiment d’infanterie Stürler-Suisse - Régiment d'infanterie Dorth - Régiment d’infanterie Rijssel - Régiment d’infanterie Waldeck - Régiment d'infanterie Smissaert | Cavalerie - Régiment des Gardes dragons - Régiment de cavalerie des Carabiniers - Régiment de cavalerie Hesse-Homburg - Régiment de cavalerie Hopp - Régiment de cavalerie Lynden - Régiment de dragons Massau - Régiment de cavalerie van Nassau - Régiment de cavalerie Rechteren - Régiment de cavalerie Sandouville - Régiment de cavalerie Schack - Régiment de dragons Schlippenbach - Régiment de cavalerie Buys - Régiment de cavalerie Ginckel |

 Royaume de Grande-Bretagne
| Infanterie, - 1st Regiment of Guards - 2nd Regiment of Guards (Coldstream) - 3nd Regiment of Guards - 1st Regiment of Foot ( Royal North British) - 3rd Regiment of Foot (The Buffs - Howard's) (en) - 8th Regiment of Foot (Onslow's) (en) - 11th Regiment of Foot (Sowle's) - 12th Regiment of Foot (Duroure's (en)) - 13th Regiment of Foot (Pulteney's) - 19th Regiment of Foot (Howard's) (en) - 20th Regiment of Foot (Bligh's) - 21th Regiment of Foot (Royal North British Fusileers) - 23rd Regiment of Foot (Royal Welsh Fusileers) - 25th Regiment of Foot (Earl of Rothes') - 28th Regiment of Foot (Bragg's) - 31st Regiment of Foot (Handasyde's) (en) - 32rd Regiment of Foot (Skelton's) - 33rd Regiment of Foot (Johnson's) (en) - 34tg Regiment of Foot (Cholmondeley's) (en) - 43d Regiment of Foot (Black Watch - Sempill's) | Cavalerie, - 3rd Troop Horse of Guards (en) - 4th Troop Horse of Guards (en) - 2nd troop of Horse Grenadier Guards (en) - Royal Horse Guards (The Blues) - 2nd Dragoon Guards ( The Queen's bays) - 1st King’s Dragoon Guards - 7th Dragoon Guards (Ligonier) (en) - 1st The Royal Dragoons (en) - 3rd King’s Own regiment of Dragoons (en) - 5th Royal Irish Dragoons - 6th Inniskilling Dragoons - 7th Queen’s Dragoons (en) |

 Électorat de Brunswick-Lunebourg (Hanovre)
| Infanterie - Régiment d’infanterie Alt-Zastrow (1 bataillon) - Régiment d’infanterie Campen (1 bataillon) - Régiment d’infanterie Böselager (1 bataillon) - Régiment d’infanterie Oberg (1 bataillon) - Régiment d’infanterie Spörken (1 bataillon) | Cavalerie - Régiment de cavalerie « Leibregiment » - Régiment de cavalerie d’Acerré - Régiment de cavalerie Dachenhausen - Régiment de cavalerie Montigny - Régiment de dragons Wendt - Régiment de dragons Aldelebsen |

 Archiduché d'Autriche (Royaume de Hongrie)
| Infanterie (corps francs) - Compagnie franche de Bouvier - Compagnie franche de Pertuiseaux | Cavalerie - Dragons Ferdinand de Ligne - Dragons Limburg-Styrum - Hussards de Beleznay - Hussards de Kàrolyi |